# Miquel Roca i Junyent
Miquel Roca i Junyent (Cauderan –actualment, barri de Bordeus–, Gascunya, 20 d'abril de 1940) és un polític i advocat català, exmilitant de Convergència Democràtica de Catalunya, i un dels pares de la Constitució Espanyola de 1978 i de l'Estatut de Sau. Actualment també és el president del patronat del Museu Nacional d'Art de Catalunya, patró vitalici de la Fundació Gala-Salvador Dalí, vicepresident de la Fundació Barcelona Cultura, i president de la Societat Econòmica Barcelonesa d'Amics del País, de la Fundació Abertis i president d'Honor d'Alumni Universitat de Barcelona. També escriu cada dimarts al diari La Vanguardia.

## Família
Miquel Roca és fill de Joan Baptista Roca, un dels fundadors d'Unió Democràtica de Catalunya, i de Montserrat Junyent i Quintana. És net del dirigent carlí Miquel Junyent i germà de Montserrat Roca.
L'any 1963 es va casar amb Anna Sagarra Trias, filla de l'advocat Josep Lluís Sagarra, del qual és gendre. Van tenir quatre fills: Helena Roca, Agnès Roca, Joan Roca i Berta Roca.
El 2015 tenien 11 nets. Estiueja al Port de la Selva.

## Biografia

### Inicis
Nascut a l'exili, Miquel Roca va néixer a Bordeus el mateix dia que els alemanys bombardejaven la ciutat durant la Segona Guerra Mundial. Montserrat Junyent va tornar a Barcelona amb els seus fills el 1941. El pare encara es va quedar un temps a França.
Miquel Roca va estudiar a l'escola Virtèlia, on també hi estudiaven Jordi Pujol, Ricardo Bofill, Xavier Rubert de Ventós, Pasqual Maragall i Federico Mayor Zaragoza. El curs 1956/57 es va inscriure a estudiar dret a la Universitat de Barcelona, on ben aviat va esdevenir delegat de curs i posteriorment s'incorporà al moviment estudiantil antifranquista des dels darrers anys cinquanta. Passà per les joventuts d'UDC, i després milità al Front Obrer Català (lligat al Front d'Alliberament Popular) del 1961 al 1969 al costat de Narcís Serra, Pasqual Maragall, Isidre Molas, Alfonso Carlos Comín, J.Ignasi Urenda o José Antoni González Casanova, entre d'altres.
Com a advocat va defensar processats per la seva activitat antifranquista davant del Tribunal d'Ordre Públic. El 1966 creà un despatx d'advocats amb Narcís Serra, i es van especialitzar en temes urbanístics. Entre els seus projectes més polèmics s'inclou el Pla de la Ribera, una operació urbanística feta tot i l'oposició veïnal, que es considera precursora del que més tard es repetiria a la futura Vila Olímpica.

### Carrera política
El 1974 es vinculà al procés de constitució de Convergència Democràtica de Catalunya (CDC), un partit que impulsava Jordi Pujol, mitjançant un Grup d'Independents el 1975 (amb Lluís de Carreras, Jaume Camps, entre altres). Va ser una de les persones que en va decidir el nom de Convergència. El 1976 quan CDC es formalitzà com a partit polític ja formava part del nucli dirigent com a secretari general adjunt (número 2). Segons Farràs i Soler, la idea inicial de Jordi Pujol era que Miquel Roca creés un partit per ocupar l'espai del centreesquerra, i ell s'ocuparia de l'espai del centre. Convergència va sorgir com a síntesi de totes dues propostes.
El 1976 seria una de les tres persones a intervenir al discurs pronunciat en finalitzar la Diada a Sant Boi, en representació del Consell de Forces Polítiques de Catalunya. Els altres dos membres serien Jordi Carbonell i Octavi Saltor. Mesos després, el 15 de juny de 1977, va ser diputat a les Corts Espanyoles per Barcelona i President del Grup Parlamentari Català en el Congrés dels Diputats, càrrec que mantindria fins al 1995. L'any 1978 en representació del seu partit fou un dels membres de la Comissió dels Vint que al parador de Sau, les Masies de Roda redactà l'avantprojecte de l'Estatut d'Autonomia de Catalunya de 1979. També fou un dels set ponents que van redactar la Constitució Espanyola de 1978. Ha estat portaveu de Convergència i Unió (CiU) en diverses legislatures. Des de 1982 fins al 1995 va ser president de la representació de la Generalitat de Catalunya en la Comissió de Cooperació Bilateral amb l'Administració de l'Estat. Durant aquest període, va rebre diverses propostes per a esdevenir Ministre de l'estat, però les va rebutjar totes (Adolfo Suárez, Calvo Sotelo i un tercer).

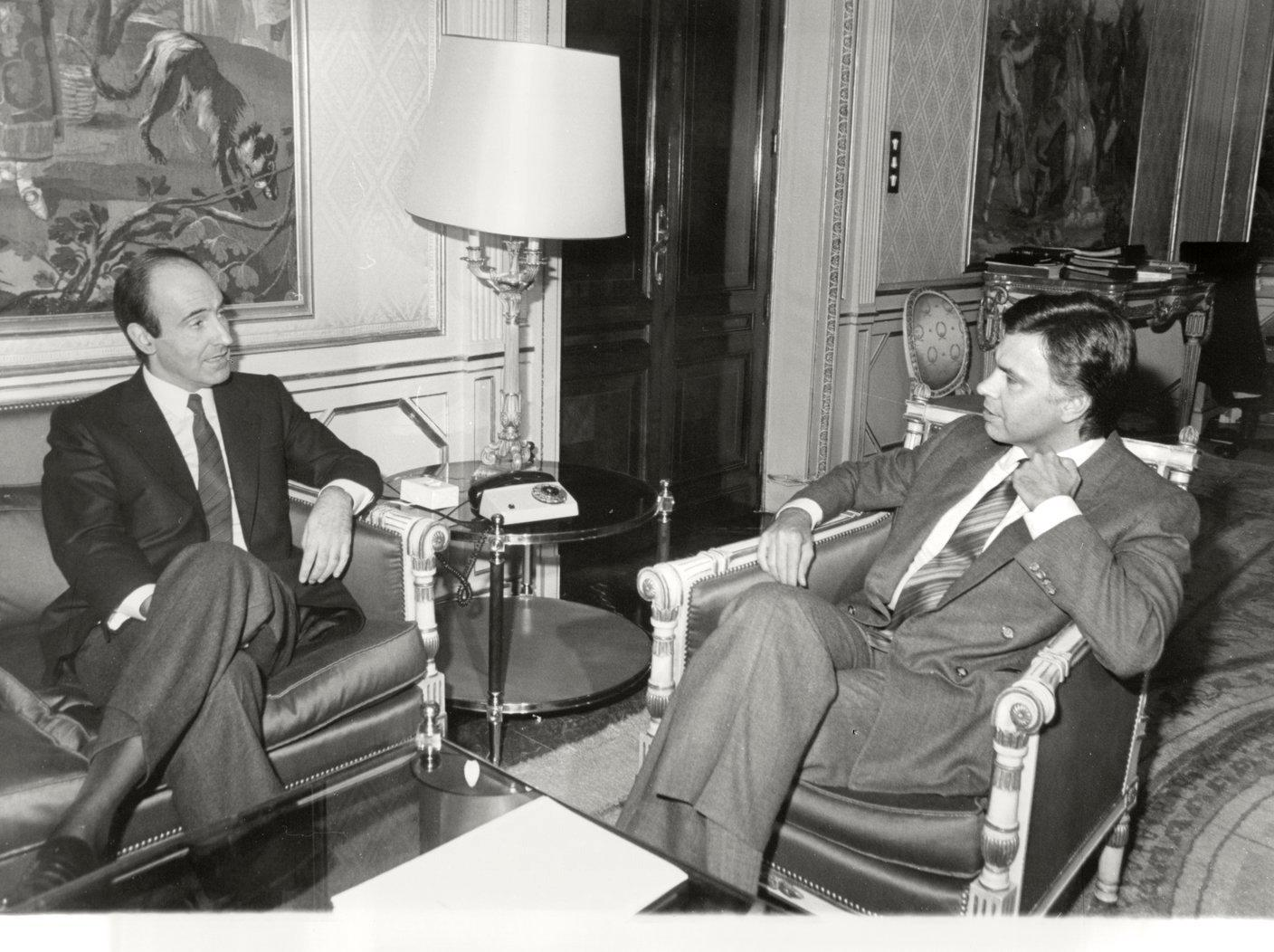
Miquel Roca i Felipe González el 1987.

El 1986 es va presentar com a candidat a president del Govern espanyol a les eleccions generals del 1986 amb el Partit Reformista Democràtic, un projecte creat amb el seu amic Florentino Pérez, qui exercia de secretari general del partit. Va ser un intent fallit de llançar una operació reformista a l'Estat espanyol, ja que no van obtenir representació al Congrés dels Diputats. Roca va fins i tot plantejar-se deixar la seva activitat política.
Roca volia ser el successor català de Jordi Pujol, i així ho va fer veure en diverses vegades. Les seves intencions van obrir més d'una crisi al partit, com la de 1992. El 1995 va intentar prendre l'alcaldia a Pasqual Maragall, però també hi va fracassar. Per això, entre 1995 i 1999, va ser Regidor de l'Ajuntament de Barcelona i va presidir el grup municipal de CiU a l'oposició. Posteriorment va retirar-se de la vida política.
L'any 2000 va presidir la comissió d'experts que va redactar l'Informe sobre la revisió del model d'organització territorial de Catalunya, conegut precisament de manera informal com l'Informe Roca.
El 2012 Roca va ser molt crític amb la sentència del Tribunal Constitucional sobre l'Estatut de Catalunya. I en les eleccions al Parlament de Catalunya de 2015, va donar suport públic al candidat de l'extingida Unió Democràtica de Catalunya, Ramon Espadaler. En referència al procés independentista català, el 2017 Roca va mostrar la seva incomoditat amb la situació actual de Catalunya, criticant-ne la manca d'unitat d'actuació.

### Món universitari
Ha estat investit doctor honoris causa per la Universitat Nacional d'Educació a Distància (UNED), la Universitat de Lleó i la Universitat de Girona. Com a professor, ha fet classes a la Universitat de Barcelona —Càtedra de Dret Administratiu i Dret Internacional (entre 1962 i 1966)— i a la Universitat Pompeu Fabra de Barcelona (professor de Dret constitucional des del 1995). Des del novembre de 2010, és el President d'Honor d'Alumni UB, l'agència d'antics alumnes de la Universitat de Barcelona.

### Activitat privada: Advocat

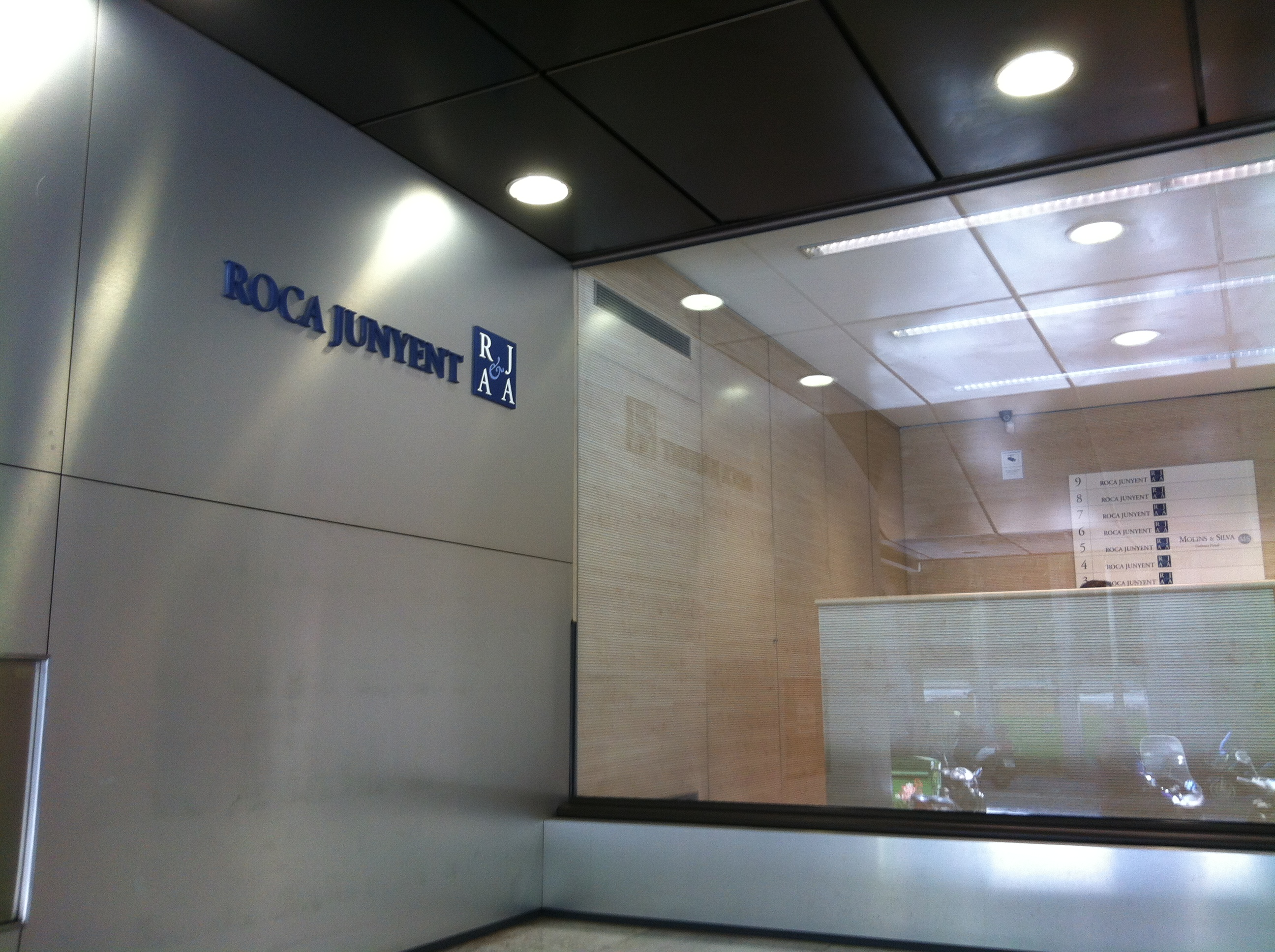
Despatx Roca Junyent

Es dedica a l'assessoria jurídica a través del bufet Roca Junyent, que va fundar el 1996. És un dels principals despatxos de Barcelona i de l'estat, i disposa de seus a Madrid i Girona així com oficines associades a Barcelona, Madrid, Palma, Girona, Lleida i Xangai, i una facturació anual a l'entorn dels 30 milions d'euros. Entre 2013 i 2017 defensà, juntament amb Jesús Maria Silva, Cristina de Borbó i Grècia pel cas Nóos, la qual quedà finalment absolta. El seu despatx també gestiona el cas de Narcís Serra amb Caixa Catalunya.
A inicis del 2017, el seu fill Joan Roca va assumir la direcció del despatx.
| «                       | En aquest país, la justícia és igual per a tothom | » |
| — Miquel Roca i Junyent |                                                   |   |

### Consells d'administració i societat civil
Miquel Roca forma o ha format part dels consells d'administració de les principals empreses de l'ibex 35. Entre elles, destaquen Abertis, Banc Sabadell, ACS, TYRSA, Accesos de Madrid o Catalana Occident, entre d'altres.
A nivell de societat civil, Roca també forma o ha format part del patronat de diverses institucions culturals: Entre 2005 i 2011 fou president dels Amics del MNAC, quan el mateix 2011 va passar a ser president del Museu. ‘societat civil': És president de la històrica Societat Econòmica Barcelonesa d'Amics del País (SEBAP), de la Fundació Abertis, del MNAC, vicepresident de la Fundació Catalunya Cultura, patró de la Fundació Gala-Salvador Dalí i president d'honor d'Alumni UB. Fins i tot el 2003 va formar part de la candidatura de Lluís Bassat a presidir el Futbol Club Barcelona.

## Ideologia política
Durant la seva trajectòria política, la seva proposta era Catalanitzar Espanya, fent servir un estil metòdic, pactista, civilitzant, europeu, que els partits catalans afavorissin el desenvolupament d'un estat democràtic. Mentre Jordi Pujol exercia de líder ideològic, Roca es movia bé fent lobby pels passadissos, en una segona línia. Al Congrés dels Diputats se'l coneixia com el Pastelero mayor del reino. Mai va assolir cap càrrec executiu al Congrés, tot i haver rebut ofertes amb carteres de ministre per part de diversos governs. Entre els seus deixebles es poden trobar figures com Josep Caminal, López de Lerma, Jaume Camps, Jaume Padrós, Joaquim Molins, Francesc Homs i Ferret o Lluís Recoder. I dins dels seus adversaris polítics es poden trobar Ramon Trias Fargas, Josep Antoni Duran i Lleida, Lluís Prenafeta o els fills de Jordi Pujol. Roca va ser criticat per ser un "professional de la política", que havia acumulat un poder excessiu. Roca tenia un nacionalisme moderat.

## Premis i reconeixements

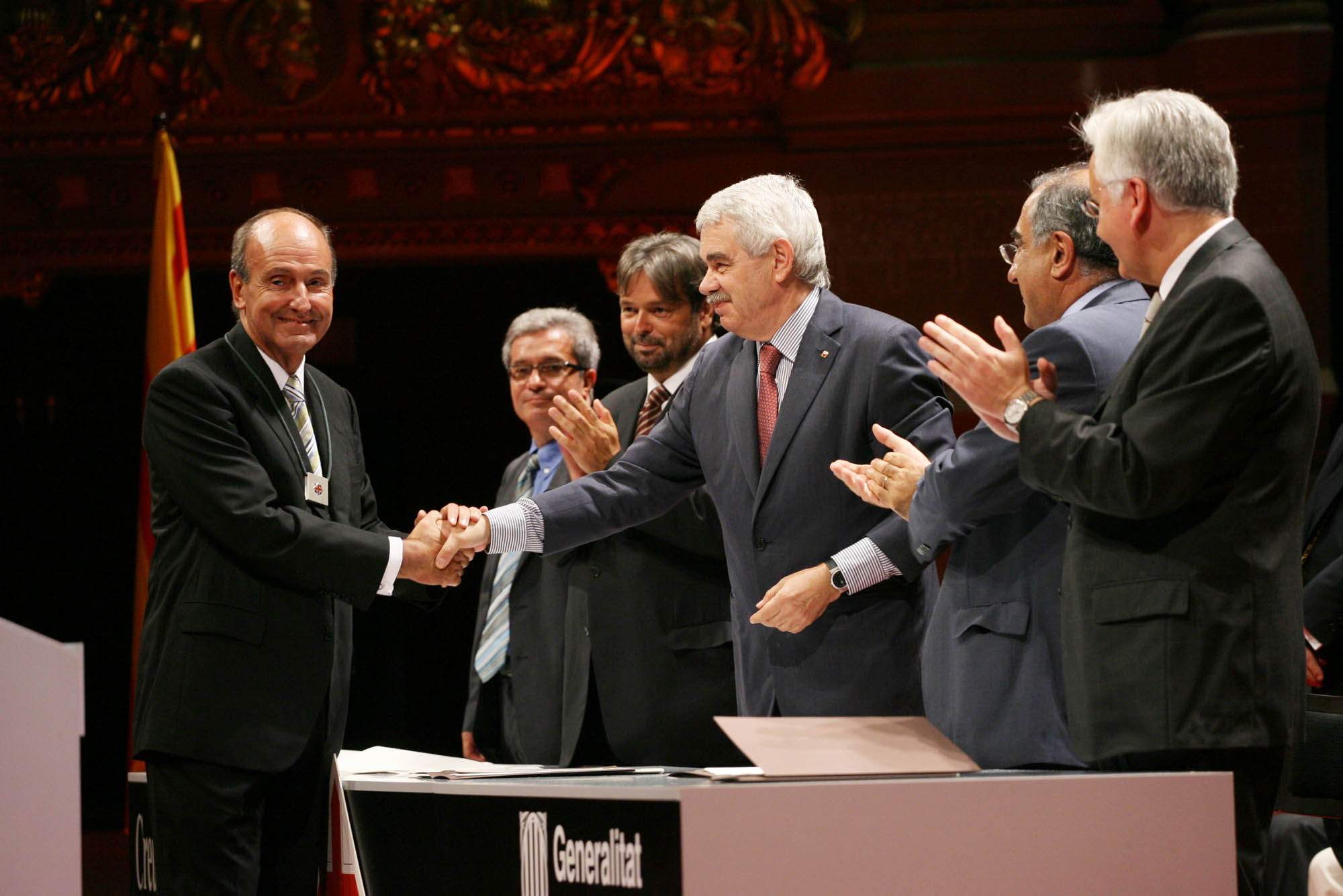
Miquel Roca rep la Creu de Sant Jordi el 2006

El dia 25 de setembre de 2006 li fou concedida la Creu de Sant Jordi pel Govern de la Generalitat de Catalunya.